# Эйрс, Агнес
Агнес Эйрс (англ. Agnes Ayres, урождённая Агнес Эйр Хенкель (англ. Agnes Eyre Henkel), 4 апреля 1898 — 25 декабря 1940) — американская актриса, которая была популярна в эпоху немого кино.

## Биография
Актёрскую карьеру начала в 1914 году на киностудии «Essanay Studios» в Чикаго, где снялась у Чаплина в фильме «Его новая работа», а затем продолжила кинокарьеру в Нью-Йорке.
Её карьера начала стремительно развиваться, после того, как её заметил основатель студии «Paramount Pictures» Джесси Лакси, благодаря которому она сыграла несколько главных ролей на его студии. Лакси также помог её добиться несколько ролей в картинах Сесила Б. ДеМилля, среди которых «Дело Анатоля» (1921) и «Десять заповедей» (1923). Статуса звезды Эйрс достигла в 1921 году после роли в фильме «Шейх» с Рудольфо Валентино, а затем появилась и в его продолжение «Сын шейха» в 1926 году.
К середине 1920-х её отношения с Джесси Лакси заметно ухудшились, и это послужило причиной заметного спада в карьере. К тому времени актриса уже дважды была замужем и родила дочь. В 1929 Агнес Эйрс потеряла всё своё состояние во время биржевого краха, и в том же году она исполнила свою последнюю крупную роль в фильме «Дело Донована».
Неудачи в кино заставили её покинуть большой экран и зарабатывать на жизнь участием в водевилях. В 1936 году она попыталась возродить карьеру в кино, но добившись лишь пары эпизодических ролей в малоприметных фильмах, год спустя окончательно оставила кинематограф.
В 1939 году актриса потеряла права опеки над дочерью, и последние годы жизни провела в полном отчаяние в санатории. Агнес Эйрс скончалась от инсульта на Рождество 1940 года. За вклад в кинематограф она была удостоена звезды на Голливудской аллее славы.

## Фильмография
- 1915 — Его новая работа — секретарша (нет в титрах)
- 1916 — Обозрение творчества Чаплина в «Эссеней» — секретарша (нет в титрах)
- 1921 — Шейх — Диана Мейо
- 1923 — Голливуд — играет саму себя
- 1923 — Десять заповедей
- 1926 — Сын шейха — Диана, жена шейха
- 1929 — Дело Донована
- 1937 — Девушка Салема — (нет в титрах)